# Lee Walker
Lee Walker (ur. 11 lutego 1976) – walijski snookerzysta. Jego najlepszym wynikiem jest ćwierćfinał mistrzostw świata w 1997 roku. W trakcie turnieju pokonał w 1 rundzie Dave’a Harolda 10-7, a w 2 Alana McManusa 13-10. Przegrał dopiero w ćwierćfinale z Alainem Robidoux 8-13. W sezonie 2005/2006 wypadł z Main Touru, ale już rok później powrócił do czołowej 100.